# Фролов, Николай Константинович
Николай Константинович Фролов (16 апреля 1938, Староюрьево, Тамбовская область — 11 июня 2013, Тюмень) — советский и российский учёный, доктор филологических наук, профессор, основатель ономастической научной школы Тюменского государственного университета.

## Биография
Родился в селе Староюрьево Тамбовской области, был третьим из шести детей в семье. В 1965 году окончил филологический факультет Воронежского университета, в 1972 году защитил кандидатскую диссертацию на тему «Антропонимия Приворонежья XVII века». В 1973 году перешёл на работу в Тюменский государственный университет, с которым связана вся дальнейшая деятельность учёного — на протяжении почти 40 лет он возглавлял кафедру общего языкознания, более десяти лет был деканом филологического факультета. В 1990 году защитил докторскую диссертацию по теме «Русская топонимика Тюменского Пообья».
Сфера научных интересов Н. К. Фролова — региональная ономастика и топонимика, в частности межъязыковые контакты в сфере ономастики, диахрония и синхрония географических названий Тюменского Приобья, их семантика, морфемика и этимология.
Является автором более 300 научных работ. Н. К. Фролов входил в состав редколлегии «Большой Тюменской энциклопедии», энциклопедий «Югория» и «Ямал». Под его руководством защищены 6 докторских и 42 кандидатских диссертаций.
Удостоен звания «заслуженный деятель науки Российской Федерации» (1998), награждён медалями «Ветеран труда» (1988), золотой медалью
Тюменского университета «За выдающиеся успехи» (2004), и другими. Почётный профессор Тюменского университета (2010).